# Bílá nemoc
Bílá nemoc è un film del 1937, diretto da Hugo Haas, basato sull'opera teatrale omonima di Karel Čapek. 

## Trama
Un dittatore arringa la folla osannante, ed afferma il proprio presunto diritto di portare guerra alle nazioni confinanti.
Nel frattempo, all'ospedale diretto dal professor Sigelius si cerca invano di contrastare il "morbus Chengi", una malattia incurabile che rischia di diventare pandemica, le cui prime avvisaglie sono una macchia bianca priva di sensibilità, che poi si estende su tutto il corpo del malato, portandolo a morte sicura. Soltanto un dottore di origine greca, che porta lo stesso nome del noto medico dell'antichità, Galen, possiede una cura, ma si rifiuta di renderla nota a meno che i potenti dell'umanità non si impegnino a mantenere la pace piuttosto che fomentare la guerra. Galen inoltre, sebbene a malincuore, perché azione contraria alla propria deontologia, ha deciso di curare solo i poveri, poiché i ricchi, argomenta, hanno maggiori possibilità di adoperarsi per la pace.
Galen viene considerato un pazzo non solo dagli ambienti prossimi al dittatore, ma anche da gran parte della nazione, il cui intero modo di vivere si basa sulla guerra. Ma i primi sintomi si manifestano in persone dell'ambiente del governo, primo fra tutti il miglior collaboratore e unico amico del dittatore, il barone Krog, che con le proprie fabbriche di armi e di munizioni ha la guerra come propria ragione di vita. Egli tenta di farsi passare per povero dal dottor Galen in modo da essere curato, e, una volta smascherato, implora il dittatore, che tuttavia rimane inflessibile, di fermare l'imminente guerra. Krog, tormentato dall'angoscia, si uccide sparandosi. Galen rivela il suo segreto solo al collega dottor Martin, che si impegna ad intervenire solo nel caso che a lui succeda qualcosa di irreparabile.
Rimane senza esito anche un colloquio fra Galen e il dittatore, che è convinto di essere giustificato nella propria bellicosità dal popolo, se non addirittura da Dio. La guerra ha inizio. Rientrando dal balcone dal quale sta parlando alla folla, il dittatore non solo apprende che le proprie truppe stanno inaspettatamente fronteggiando una sconfitta, ma scopre su sé stesso la macchia bianca prodromo del morbo. Sigelius, convocato d'urgenza, dà al dottore due o tre mesi di vita. Il dittatore vorrebbe personalmente porsi a capo del proprio esercito e ricoprirsi di gloria, ma sua figlia ed il suo futuro sposo, nipote di Krog, gli fanno notare che la guerra durerà ben oltre tre mesi, e a nulla servirebbe l'atto glorioso del dittatore, perché poi si dovrebbe fronteggiare una guerra civile, e senza di lui. Per il popolo, dunque, il dittatore si convince ad interrompere l'aggressione e ad impegnarsi per la pace. Viene dunque chiamato Galen, che, udita la decisione del dittatore, si presta a curarlo.
Galen sta entrando nel palazzo del dittatore, ed esterna le proprie convinzioni pacifiste: viene quindi linciato dalla folla guerrafondaia, e muore. Il dittatore apprende la notizia, e, pur sapendosi spacciato, esce di nuovo sul balcone per proclamare, in nome di Dio, la pace. 

## Accoglienza
In Variety, del 1940, a proposito dell'opera di Čapek, si legge che l'intento dell'autore "è chiaro: il tema drammatico del fascismo come una sorta di peste bianca che infetta tutti coloro che ne abbracciano l'ideologia". Per quanto riguarda il film la recensione prosegue: "contiene molte scene accattivanti (…) come il dialogo fra il dottore ed il dittatore mentre l'ora zero dell'invasione si avvicina", mentre, viceversa, le scene della sollevazione popolare contro il dottore sarebbero "piuttosto inferiori, specie per quanto riguarda il sonoro, le luci e la fotografia".